# Thomas Schroll
Thomas Schroll, född den 26 november 1965 i Hall in Tirol, Österrike, är en österrikisk bobåkare.
Han tog OS-guld i herrarnas fyrmanna i samband med de olympiska bobtävlingarna 1992 i Albertville.